# 恋しくて (倖田來未の曲)
「恋しくて」（こいしくて）は、日本の女性歌手・倖田來未の楽曲。倖田の54枚目のシングルとして、2012年12月26日にrhythm zoneから発売された。

## 解説
前作「Go to the top」から約2か月ぶりのCDシングル。シングルは「CD+DVD」「CD」「PLAYBUTTON+GOODS」の3形態で発売された。「PLAYBUTTON+GOODS」には特典として倖田の公式ファンクラブ・倖田組のロゴを使用した迷彩柄のショッピングバッグとタオルが付属している。
2012年12月19日よりレコチョクにて着うた・ビデオクリップ・呼出音が先行配信され、その3部門でウィークリーランキング1位を獲得した。

## 音楽性とイメージ
楽曲は男女の切ない想いを描いた、かけがえのない人に出会えたことへの感謝の気持ちを歌うバラードである。

## 楽曲解説
恋しくて
歌詞は彼女がスタッフとガールズ・トークをする中で生まれたものであり、突然の別れを経験した人にもこの曲を通して前を向いて歩いていってほしいという思いが込められている。
楽曲について倖田は「兼ねてより温めていた曲」とコメントをし、「大好きな彼との突然の別れを経験した彼女。なかなか彼を忘れずにいたその子は、当時彼と一緒に住んでいた街の駅でいつか会えるんじゃないかと思って何日も待っていたんです。ある日、念願叶って大好きな彼をホームで見かけたんですけど、なぜか口から出た言葉は“ヨッ！”の一言。もっともっと伝えたい想いが溢れていたのに、どうしてその一言しか言えなかったんだろう…と。近くにいるときは見えなくて、遠く離れてから気づく想い、なんて切ないんだろう…でもそれと同時に彼女には幸せになってほしい」「かけがえのない人に出会えたことへの感謝の気持ちを綴った作品」として語っている。
ミュージック・ビデオ
映像作家のセキ★リュウジが監督をしている。
内容
一度は愛を誓った男女がお互いの夢のために別れを選ばなければならなくなったというラブストーリーが描かれており、深い悲しみを抱きながらも前に進もうとする姿を表現している。ビデオには、産前産後休業からの歌手活動復帰後初めて倖田本人が出演している。
Alone
岡本真夜「Alone」のカバー。
本曲は、彼女がデビューする前にオーディションで歌っていたものである。

## 収録曲

### CD・PLAYBUTTON
1. 恋しくて [5:11]
作詞：Kumi Koda
作曲：jam9・M.I
編曲：Masaki Uchihara
2. Alone [5:07]
作詞・作曲：Mayo Okamoto
編曲：Makoto Minakawa

### DVD
1. 恋しくて (Music Video)
2. 恋しくて (Making Video)

## 収録アルバム
- 恋しくて
  - 『Bon Voyage』
  - 『WINTER of LOVE』
  - 『BEST 〜2000-2020〜』(ファンクラブ限定盤)
- Alone
  - 『Color the Cover』

## 収録ライブ映像
- 恋しくて
  - 『KODA KUMI Premium Night 〜Love & Songs〜』(BONUS MOVIE)
  - 『KODA KUMI LIVE TOUR 2013 〜JAPONESQUE〜』
  - 『Koda Kumi Hall Tour 2014 〜Bon Voyage〜』
  - 『Koda Kumi 15th Anniversary First Class 2nd LIMITED LIVE at STUDIO COAST』(WALK OF MY LIFE、ファンクラブ限定盤)
  - 『KODA KUMI LIVE TOUR 2016 〜Best Single Collection〜』
  - 『KODA KUMI LIVE TOUR 2019 re(LIVE) 〜JAPONESQUE〜』
    - 『KODA KUMI LIVE TOUR 2019 re(LIVE) -Black Cherry- & -JAPONESQUE-』(ファンクラブ限定盤)
- Alone
  - 『KODA KUMI LIVE TOUR 2013 〜JAPONESQUE〜』